# Swiss PGA
De Zwitserse PGA wordt de Swiss PGA genoemd. Het kantoor is gevestigd in St. Gallen.
De Swiss PGA is een dienstverlenende organisatie ten behoeve van de golfprofessionals in Zwitserland. Zij verzorgen toernooien en opleidingen voor professionals en referees. Leden van de PGA zijn in Zwitserland lesgevende professionals of spelende professionals met de Zwitserse nationaliteit.

## Toernooien
Op de toernooi-agenda staan een aantal jaarlijkse toernooien zoals het Swiss Omnium (NK Strokeplay), het NK Matchplay, het PGA Kampioenschap, de Olivier Barras Memorial, de Rolex Trophy en de Swiss Challenge van de Europese Challenge Tour, de European Masters van de Europese Tour en het Bad Ragaz Seniors Open van de Europese Senior Tour. Daarnaast is er een Swiss PGA Tour en een heel aantal Pro-Ams.

## Order of Merit
| Jaar | Heren          | Senioren          | Dames             |
| ---- | -------------- | ----------------- | ----------------- |
| 2006 | Martin Romiger | Maurice Bembridge | Nora Angehrn      |
| 2007 | Martin Romiger | Maurice Bembridge | Florence Lüscher  |
| 2008 | Julien Clément | Maurice Bembridge | Florence Lüscher  |
| 2009 | Julien Clément | Maurice Bembridge | Caroline Rominger |
| 2010 | Julien Clément | Maurice Bembridge | Caroline Rominger |
| 2011 | Damian Ulrich  | Maurice Bembridge | Caroline Rominger |
| 2012 | Martin Romiger | Lloyd Freeman     | Anais Maggetti    |
| 2013 | Damian Ulrich  | David James       | Fabienne In-Albon |
| 2014 | Martin Romiger | André Bossert     | Fabienne In-Albon |
| 2015 | Benjamin Rusch | André Bossert     | Fabienne In-Albon |
| 2016 | Joel Girrbach  | André Bossert     | Anais Maggetti    |
| 2017 | Joel Girrbach  | André Bossert     | Caroline Rominger |
| 2018 | Joel Girrbach  | André Bossert     | Morgane Métraux   |